# Bertrand Crasson
Bertrand Crasson (Bruxelles, 5 ottobre 1971) è un allenatore di calcio ed ex calciatore belga, di ruolo difensore, attuale vice allenatore dello Swift Hesperange.

## Carriera

### Club
Cresciuto nelle giovanili dell'Anderlecht, entrò in prima squadra nel 1989 ed esordì nel campionato belga di calcio il 1º settembre 1990. Con l'Anderlecht ha vinto in totale 6 titoli di Campione del Belgio e una Coppa del Belgio.
Nel 1996 fu acquistato dal Napoli, e dopo due stagioni con 44 presenze in totale, nel 1998 fece ritorno all'Anderlecht, restandovi fino al 2003. Il difensore ha poi concluso la sua carriera con il Lierse ed il Brussels.

### Nazionale
Crasson ha militato anche nella nazionale di calcio del Belgio, per la quale è stato convocato 37 volte, ha disputato 26 incontri ed ha preso parte al campionato del mondo 1998.

## Dopo il ritiro
Crasson ha lavorato per la televisione belga come commentatore sportivo delle partite del campionato di calcio belga.
Il 23 settembre 2011 è stato arrestato in Belgio perché in preda ad alcol e droga aveva tentato di strangolare la moglie.

## Statistiche

### Cronologia presenze e reti in nazionale
| Cronologia completa delle presenze e delle reti in nazionale ― Belgio | Cronologia completa delle presenze e delle reti in nazionale ― Belgio | Cronologia completa delle presenze e delle reti in nazionale ― Belgio | Cronologia completa delle presenze e delle reti in nazionale ― Belgio | Cronologia completa delle presenze e delle reti in nazionale ― Belgio | Cronologia completa delle presenze e delle reti in nazionale ― Belgio | Cronologia completa delle presenze e delle reti in nazionale ― Belgio | Cronologia completa delle presenze e delle reti in nazionale ― Belgio |
| Data                                                                  | Città                                                                 | In casa                                                               | Risultato                                                             | Ospiti                                                                | Competizione                                                          | Reti                                                                  | Note                                                                  |
| --------------------------------------------------------------------- | --------------------------------------------------------------------- | --------------------------------------------------------------------- | --------------------------------------------------------------------- | --------------------------------------------------------------------- | --------------------------------------------------------------------- | --------------------------------------------------------------------- | --------------------------------------------------------------------- |
| 1-5-1991                                                              | Hannover                                                              | Germania                                                              | 1 – 0                                                                 | Belgio                                                                | Qual. Euro 1992                                                       | -                                                                     |                                                                       |
| 25-3-1992                                                             | Parigi                                                                | Francia                                                               | 3 – 3                                                                 | Belgio                                                                | Amichevole                                                            | -                                                                     |                                                                       |
| 16-11-1994                                                            | Anderlecht                                                            | Belgio                                                                | 1 – 1                                                                 | Macedonia                                                             | Qual. Euro 1996                                                       | -                                                                     |                                                                       |
| 17-12-1994                                                            | Anderlecht                                                            | Belgio                                                                | 1 – 4                                                                 | Spagna                                                                | Qual. Euro 1996                                                       | -                                                                     |                                                                       |
| 29-3-1995                                                             | Siviglia                                                              | Spagna                                                                | 1 – 1                                                                 | Belgio                                                                | Qual. Euro 1996                                                       | -                                                                     | 83’                                                                   |
| 22-4-1995                                                             | Molenbeek-Saint-Jean                                                  | Belgio                                                                | 1 – 0                                                                 | Stati Uniti                                                           | Amichevole                                                            | -                                                                     | 46’                                                                   |
| 7-10-1995                                                             | Erevan                                                                | Armenia                                                               | 0 – 2                                                                 | Belgio                                                                | Qual. Euro 1996                                                       | -                                                                     |                                                                       |
| 29-5-1996                                                             | Cremona                                                               | Italia                                                                | 2 – 2                                                                 | Belgio                                                                | Amichevole                                                            | -                                                                     | 46’                                                                   |
| 31-8-1996                                                             | Bruxelles                                                             | Belgio                                                                | 2 – 1                                                                 | Turchia                                                               | Qual. Mondiali 1998                                                   | -                                                                     |                                                                       |
| 9-10-1996                                                             | Serravalle                                                            | San Marino                                                            | 0 – 3                                                                 | Belgio                                                                | Qual. Mondiali 1998                                                   | -                                                                     |                                                                       |
| 29-3-1997                                                             | Cardiff                                                               | Galles                                                                | 1 – 2                                                                 | Belgio                                                                | Qual. Mondiali 1998                                                   | 1                                                                     |                                                                       |
| 30-4-1997                                                             | Istanbul                                                              | Turchia                                                               | 1 – 3                                                                 | Belgio                                                                | Qual. Mondiali 1998                                                   | -                                                                     |                                                                       |
| 7-6-1997                                                              | Bruxelles                                                             | Belgio                                                                | 6 – 0                                                                 | San Marino                                                            | Qual. Mondiali 1998                                                   | -                                                                     | 74’                                                                   |
| 6-9-1997                                                              | Bruxelles                                                             | Paesi Bassi                                                           | 3 – 1                                                                 | Belgio                                                                | Qual. Mondiali 1998                                                   | -                                                                     | 16’ 46’                                                               |
| 22-4-1998                                                             | Bruxelles                                                             | Belgio                                                                | 1 – 1                                                                 | Romania                                                               | Amichevole                                                            | -                                                                     | 46’                                                                   |
| 27-5-1998                                                             | Casablanca                                                            | Francia                                                               | 1 – 0                                                                 | Belgio                                                                | Trofeo di calcio Hassan II 1998                                       | -                                                                     |                                                                       |
| 3-6-1998                                                              | Bruxelles                                                             | Belgio                                                                | 2 – 0                                                                 | Colombia                                                              | Amichevole                                                            | -                                                                     | 42’ 87’                                                               |
| 6-6-1998                                                              | Bruxelles                                                             | Belgio                                                                | 1 – 0                                                                 | Paraguay                                                              | Amichevole                                                            | -                                                                     |                                                                       |
| 13-6-1998                                                             | Parigi                                                                | Paesi Bassi                                                           | 0 – 0                                                                 | Belgio                                                                | Mondiali 1998 - 1º turno                                              | -                                                                     | 22’                                                                   |
| 30-5-1999                                                             | Kyoto                                                                 | Belgio                                                                | 1 – 1                                                                 | Perù                                                                  | Kirin Cup 1999                                                        | -                                                                     |                                                                       |
| 5-6-1999                                                              | Seul                                                                  | Corea del Sud                                                         | 1 – 2                                                                 | Belgio                                                                | Amichevole                                                            | -                                                                     | 83’                                                                   |
| 29-3-2000                                                             | Bruxelles                                                             | Belgio                                                                | 2 – 2                                                                 | Paesi Bassi                                                           | Amichevole                                                            | -                                                                     |                                                                       |
| 28-2-2001                                                             | Bruxelles                                                             | Belgio                                                                | 10 – 1                                                                | San Marino                                                            | Qual. Mondiali 2002                                                   | -                                                                     | 64’                                                                   |
| 25-4-2001                                                             | Praga                                                                 | Rep. Ceca                                                             | 1 – 1                                                                 | Belgio                                                                | Amichevole                                                            | -                                                                     | 46’                                                                   |
| 2-6-2001                                                              | Bruxelles                                                             | Belgio                                                                | 3 – 1                                                                 | Lettonia                                                              | Qual. Mondiali 2002                                                   | -                                                                     | 65’                                                                   |
| 15-8-2001                                                             | Helsinki                                                              | Finlandia                                                             | 4 – 1                                                                 | Belgio                                                                | Amichevole                                                            | -                                                                     | 66’                                                                   |
| Totale                                                                |                                                                       | Presenze                                                              | 26                                                                    |                                                                       | Reti                                                                  | 1                                                                     |                                                                       |

## Palmarès
- Campionato belga: 6

Anderlecht: 1991, 1993, 1994, 1995, 2000, 2001
- Coppa del Belgio: 1

Anderlecht: 1993-1994